# Conochilopsis causeyae
Conochilopsis causeyae är en hjuldjursart som först beskrevs av Vidrine, McLaughlin och Willis 1985.  Conochilopsis causeyae ingår i släktet Conochilopsis och familjen Conochilidae. Inga underarter finns listade i Catalogue of Life.